# M31-RV
M31-RV es una estrella variable roja localizada en la galaxia de Andrómeda que experimentó una explosión en 1988, la cual es similar a la explosión que la V838 Monocerotis experimentó en 2002. Tales objetos han recibido el nombre de novas rojas luminosas. Durante la explosión, ambas alcanzaron un máximo de magnitud absoluta visual de -9,8. [1]
En 2006, el área circundante a la M31-RV fue observado usando el telescopio espacial Hubble, pero solamente gigantes rojas fueron vistas. Se piensa que la estrella, o bien se hizo demasiado oscura para que el Hubble fuera capaz de detectarla, o que la estrella es compañera de uno de las gigantes rojas, o, que la estrella misma es una gigante roja.